# Сафет Мујић
Сафет Мујић (Мостар, 23. март 1908 – Забрђе, код Хаџића, 28. август 1942) био је лекар, учесник Народноослободилачке борбе и народни херој Југославије.

## Биографија
Рођен је 23. марта 1908. године у Мостару. Основну школу и гимназију је завршио у Мостару, а Медицински факултет у Београду. После завршених студија, вратио се у Мостар и радио је као лекар.
За време студија приступио је студентском револуционарном покрету на Београдском универзитету и постао симпатизер тада илегалне Комунистичке партије Југославије (КПЈ). Упоредо са лекарским послом, он је и политички деловао међу интелектуалцима, а посебно међу Муслиманима. Као лекар је имао велики углед код сиромашних слојева становништва у Мостару и околиним селима.
Учествовао је у спровођењу задатака Комунистичке партије Југославије у синдикалним подружницама Уједињених радничких синдиката (УРС), у управи Радничког дома у Мостару и Муслиманској библиотеци, која је била под утицајем КПЈ и била центар политичког деловања КПЈ међу Муслиманима у Мостару. У чланство Комунистичке партије Југославије (КПЈ) примљен је 1938. године, а већ следеће године постао је члан Месног комитета КПЈ за Мостар. Непосредно пред рат је био изабран за члана Обласног комитета КПЈ за Херцеговину.
После окупације Југославије, 1941. године активно је учествовао у организовању помоћи у устаничком подручју источне Херцеговине и у припремању устанка у северној Херцеговини. У јулу је био постављен за команданта Обласног војног штаба за Херцеговину. Одмах потом, са Мустафом Пашићем је повео групу комуниста из Мостар и отишао у околину Борачког језера, где су одлучили да организују партизански одред. Пошто су усташе откриле место њихов положај, напале су их и разбиле групу. Сафет се тада са групом, преживелих вратио у Мостар, због чега је био смењен са места команданта Обласног војног штаба.
Септембра 1941. године, поново је напустио Мостар и отишао на подручје Борачког језера, где је формиран Коњички партизански батаљон. У овом батаљону је организовао санитетску службу, лечио рањене и болесне борце, као и народ околних места. Четници су 29. маја 1942. године напали партизанску болницу у Звијерини, и заробили Сафета Мујића с групом бораца и болницом. Том приликом, био је рањен током пружања отпора четницима. Убрзо потом, у партизанској акцији је био ослобођен.
После похода пролетерских бригада у Босанску крајину, јуна 1942. године, постављен је за руководиоца санитета у Херцеговачком партизанском одреду, који је имао задатак да, заједно са Петом црногорском ударном бригадом, штити Централну болницу и рањенике. У покрету ових јединица за Босанску крајину, месец дана су вођене борбе код Фоче, на Трескавици, Игману, на прузи Мостар-Сарајево и др. У свим овим борбама, Сафет се старао о рањеницима, а многи од њих су остали у животу, захваљујући његовој бризи, залагањима и храбрости, јер готово и да није имао санитетског материјала и лекова.
У селу Забрђе, код Хаџића, 28. августа 1942. године, Одред је упао у окршај с Немцима, који су концентрично нападали из правца Кисељака и Пазарића. У овој борби, митраљески рафал је погодио једну старију жену, која је са партизанима кренула са Зеленгоре. Под јаком непријатељском ватром, др Сафет Мујић је на брисаном простору потрчао да рањеној жени укаже помоћ, али је и сам био покошен митраљеским рафалом и на месту остао мртав.
Његови посмртни остаци су после рата сахрањени на Партизанском гробљу у Мостару.
Указом председника Федеративне Народне Републике Југославије Јосипа Броза Тита, 24. јула 1953. године, проглашен је за народног хероја.